# Milán-San Remo 1978
La Milán-San Remo 1978 fue la 69.ª edición de la Milán-San Remo. La carrera se disputó el 19 de marzo de 1978, siendo el vencedor final el belga Roger de Vlaeminck, que se impuso al sprint en la meta de Sanremo a sus dos compañeros de fuga. Era la segunda victoria del palmarés de De Vlaeminck en la clásica italiana. 

## Clasificación final
| Posición | Ciclista            | Equipo                     | Tiempo     |
| -------- | ------------------- | -------------------------- | ---------- |
| 1        | Roger de Vlaeminck  | Sanson-Campagnolo          | 6h 41' 59" |
| 2        | Giuseppe Saronni    | Scic-Bottecchia            | + 03"      |
| 3        | Alessio Antonini    | Selle Royal-Inoxpran       | + 05"      |
| 4        | Yves Hézard         | Peugeot-Esso-Michelin      | m. t.      |
| 5        | Rik van Linden      | Bianchi-Faema              | m. t.      |
| 6        | Francesco Moser     | Sanson-Campagnolo          | m. t.      |
| 7        | Giuseppe Martinelli | Magniflex-Torpado          | m. t.      |
| 8        | Jacques Esclassan   | Peugeot-Esso-Michelin      | m. t.      |
| 9        | Marcello Osler      | Selle Royal-Inoxpran       | m. t.      |
| 10       | Kevin Clyde Sefton  | Fiorella-Mocassini-Citroën | m. t.      |